# Love over Gold (brano musicale)
Love over Gold è un brano musicale dei Dire Straits, scritto dal chitarrista e cantante Mark Knopfler; la canzone è la title track del quarto album del gruppo.
Protagonista del testo è una figura femminile fragile, incoerente e 
scostante. Dal 
punto di vista musicale, la canzone presenta evidenti ascendenze jazz e un
arrangiamento estremamente elegante, costruito intorno al dialogo tra la chitarra di 
Knopfler e il vibrafono di Mike Mainieri. Una più breve 
versione dal vivo di Love over Gold, tratta dall'album Alchemy: Dire Straits Live, è stata distribuita come singolo.

## Classifiche
| Classifica (1984) | Posizione massima |
| ----------------- | ----------------- |
| Australia         | 46                |
| Francia           | 15                |
| Nuova Zelanda     | 29                |
| Paesi Bassi       | 43                |
| Regno Unito       | 50                |